# Anni ruggenti

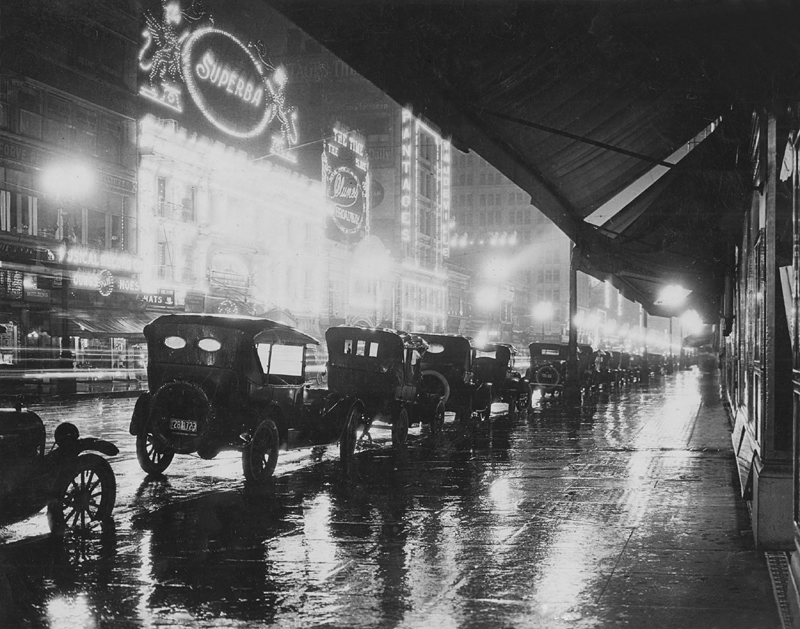
Los Angeles nel 1920 (immagine notturna)

Anni ruggenti – in lingua inglese Roaring Twenties, ossia "i ruggenti anni venti" – è la locuzione che indica una specifica epoca del XX secolo, ovvero il decennio degli anni venti. Tale epoca è stata descritta da cinema, letteratura e musica. Favorita da un fenomeno di grande espansione industriale e prosperità economica, poi rifluito nei disastri della Grande depressione del 1929 e del proibizionismo, ha creato mode e determinato tendenze, praticamente in ogni aspetto del costume e dell'arte del tempo.

## Storia

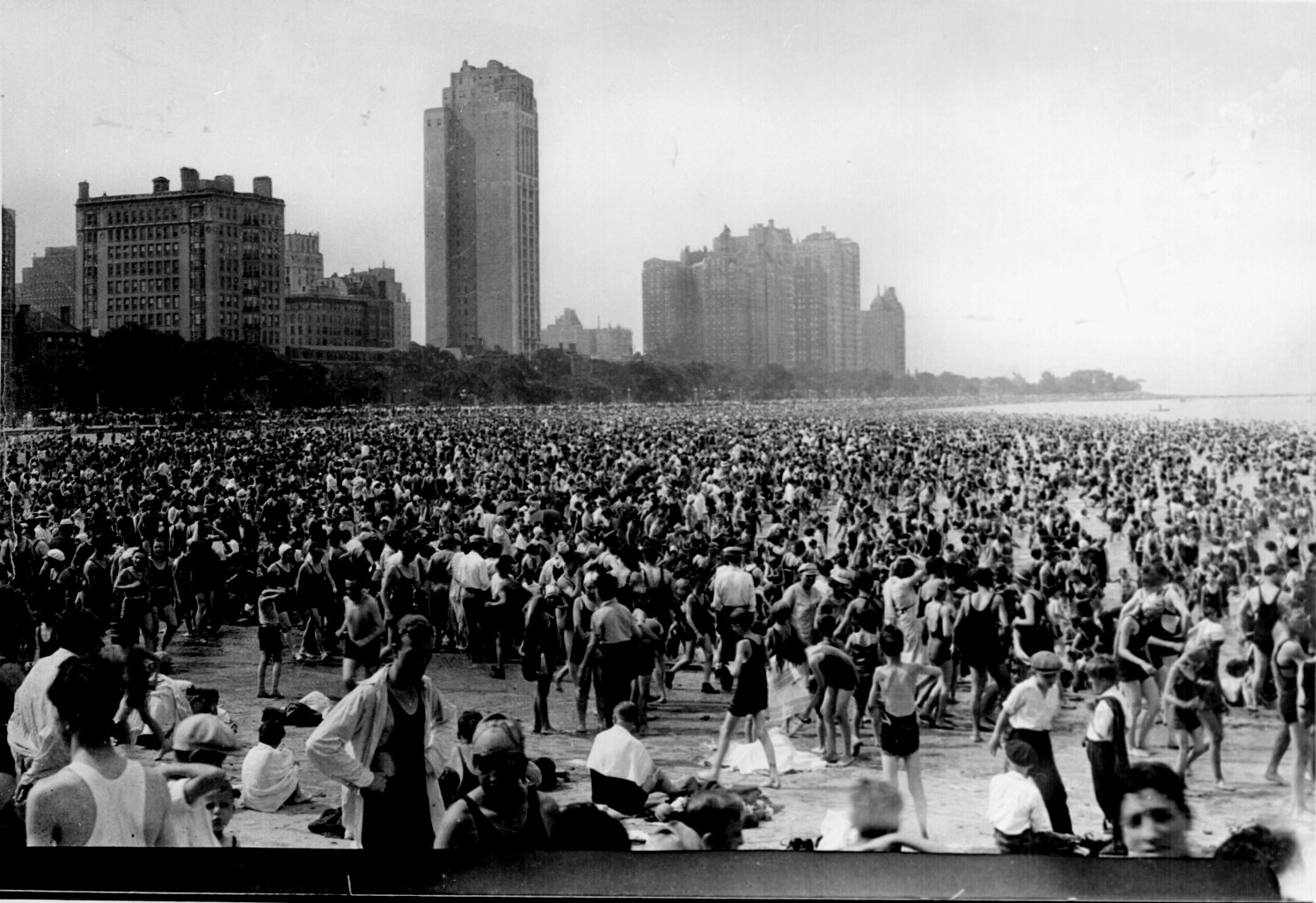
Chicago, 1925: una folla di bagnanti si accalca sul lago Michigan

Roaring Twenties, come termine descrittivo degli anni venti, è una locuzione nata negli Stati Uniti, anche se ha avuto le relative traduzioni in varie lingue: in Francia e nel Canada francese quest'epoca fu definita années folles, in Spagna felices Años Veinte, in Germania goldene zwanziger. In pratica con Anni ruggenti si tende ad enfatizzare l'energia che caratterizzò specifici aspetti di un particolare periodo storico, con mutamenti che andavano ad interessare l'aspetto sociale, quello artistico e, soprattutto, quello del dinamismo culturale di un'epoca ritenuta per molti versi irripetibile. 
Si registrarono nel periodo: 
- un ritorno alla normalità dopo i disastri della prima guerra mondiale
- l'esplosione del fenomeno della musica Jazz
- l'evoluzione della femminilità che portò - oltre a mutamenti nella moda - a fenomeni di proto-femminismo come le suffragette e le anglosassoni flapper (equivalenti alle francesi garçonne o alle italiane maschiette)
- lo sviluppo in campo artistico dell'art déco.

La Grande depressione, con il crollo di Wall Street del 1929, pose fine a quest'era e al sogno che portava con sé (quello di un mondo che poteva guardare al proprio futuro piuttosto che volgersi verso il passato). Una coda - quasi un'onda lunga - del mutamento dei tempi, peraltro, si ebbe nel decennio successivo, con ulteriori invenzioni e scoperte in campo scientifico e con uno sviluppo della ricerca che portò ad un'accelerazione nella crescita dello sviluppo industriale, con un conseguente aumento dei consumi e delle aspettative delle masse. Tutto ciò portò a significativi cambiamenti nello stile di vita di molte popolazioni, particolarmente di quelle legate alla cultura occidentale in generale e a quella del mondo anglosassone, apportatore delle maggiori innovazioni.

## Il primo dopoguerra
Per comprendere il fenomeno degli Anni ruggenti occorre analizzare il periodo storico in cui essi si collocarono, partendo come si è visto dagli Stati Uniti per riverberare il loro effetto sul Vecchio Continente. Negli anni immediatamente successivi al primo conflitto mondiale, l'Europa era alle prese con la ricostruzione dovendo fare anche i conti con l'alto costo in termini umani cui il conflitto l'aveva costretta. L'economia USA si intrecciò sempre più con quella europea. Quando la Germania non poté far fronte al pagamento dei debiti di guerra, Wall Street investì massicciamente per tenere a galla l'economia europea salvaguardando al tempo stesso un grande mercato di consumo di massa statunitense per i beni prodotti.
Dalla metà del decennio lo sviluppo economico approdò anche in Europa e gli Anni ruggenti poterono così sbarcare anche nella Repubblica di Weimar tedesca, nel Regno Unito ed in Francia. La seconda metà del decennio - sempre secondo la nomenclatura anglosassone - prese il nome di Golden Twenties (I dorati anni venti).

## Economia
Gli Anni ruggenti sono tradizionalmente considerati come un periodo di grande prosperità dell'economia che portò all'introduzione di una vasta gamma di nuovi beni di consumo. L'economia del Nord America, in particolare quella degli Stati Uniti, che aveva con successo attuato una transizione da un'economia di guerra ad una economia di pace, ebbe negli anni venti punto di massima espansione.
Gli USA consolidarono la posizione di paese più ricco del mondo, mentre la loro industria si avviava alla produzione di massa assoggettando la popolazione alla cultura del consumismo. Contestualmente, in Europa l'economia non cominciò a svilupparsi fino al 1924. 
Negli Stati Uniti, nonostante i progressi economici e tecnologici, le popolazioni afro-americane, gli immigrati e gli agricoltori, insieme a gran parte della popolazione della classe operaia, non beneficiarono del boom economico. Infatti, milioni di persone vivevano al di sotto della soglia di povertà calcolata in 2.000 dollari statunitensi all'anno per famiglia. La Grande depressione di fine decennio non fece che delimitare, ponendovi fine, il periodo degli Anni ruggenti.

## Le nuove tecnologie, il cinema e il jazz
Sul piano del costume e della cultura, lo spirito degli Anni ruggenti fu segnato da una generalizzata percezione di discontinuità associata ad un bisogno di modernità conseguente ad una necessaria rottura con la tradizione. Tutto pareva poter essere assoggettato alle moderne tecnologie. Le nuove tecnologie, specialmente, l'automobile, il cinema e la radio erano l'espressione principale - come scoperta dell'uso dei mass media - di questa modernità. 
Tale comune sentire ebbe rilevanti effetti formali nel campo architettonico e decorativo, anche nelle piccole cose di uso comune quotidiano. Il divertimento, lo svago e gli hobby furono influenzati dai cambiamenti. 
Grazie anche alla diffusione del grammofono e del fonografo (con la nascita di colossi della discografia come la Victor), furono molte le persone che si avvicinarono più di quanto non fosse accaduto in passato alla musica (in particolare a quella jazz) e alla danza, quasi un riflesso incondizionato tendente a rimuovere il ricordo degli orrori del primo conflitto mondiale. Con l'avvento del sonoro nel 1927 viene prodotto Il cantante di jazz (The Jazz Singer), il primo film parlato della storia del cinema.
L'anno successivo, nel 1928, Walt Disney presenta il suo primo cortometraggio con il personaggio di Topolino, intitolato Steamboat Willie.